# Ferrovia turistica

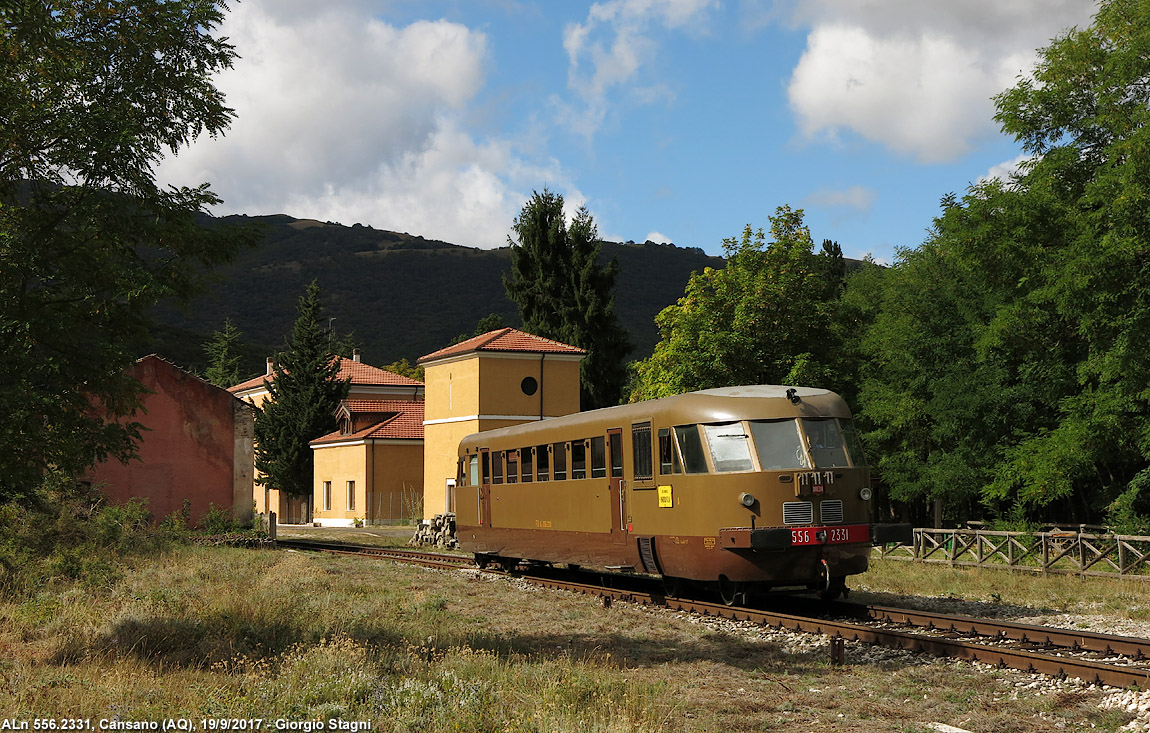
Treno storico effettuato dall'Aln 556 2331 alla stazione di Cansano, lungo la tratta ferroviaria oggi turistica Sulmona-Castel di Sangro.

La ferrovia turistica è un tipo di ferrovia con finalità turistiche, attiva generalmente su linee ferroviarie chiuse al traffico ordinario. Sono in genere ferrovie storiche, ossia linee ferroviarie dismesse o comunque chiuse al traffico ordinario, che sono spesso, ma non sempre, gestite da volontari che si dedicano anche al recupero dei rotabili storici, alla loro manutenzione ed esercizio.

## Storia
Il concetto di ferrovia turistica è nato e si è sviluppato nel Regno Unito, dove è indicata come heritage railway o preserved railway. In questa nazione, l'11 ottobre 1950 è stata creata la prima associazione per il recupero con finalità turistiche della Talyllyn Railway, nel Galles centrale. Nel 1955, una volta che il piano di modernizzazione delle ferrovie inglesi prese piede, numerose locomotive a vapore vennero accantonate e preservate in ordine di marcia da gruppi di appassionati sulle centinaia di linee a scarso traffico chiuse nel corso degli anni sessanta. Al momento ci sono più di 100 ferrovie turistiche attive nel Regno Unito, con oltre 2 000 locomotive storiche, non solo a vapore ma anche di prima generazione di diesel ed elettriche, preservate in ordine di marcia. Il divieto di trazione a vapore sulle linee principali nel Regno Unito è stato rimosso nel 1971, permettendo così alle vaporiere preservate di uscire dai confini della ferrovia turistica e di tornare a percorrere le principali linee aperte al traffico ordinario: nel 1985 le British Rail hanno organizzato 235 treni speciali a vapore su tutto il territorio del Regno Unito.

## Situazione nel mondo

### Italia
In Italia l'istituto della ferrovia turistica è riconosciuto e tutelato dalla legge n. 128 del 9 agosto 2017, che ha come obiettivo la salvaguardia e la valorizzazione delle linee ferroviarie dismesse, sospese o soppresse, di particolare pregio culturale, paesaggistico e turistico, comprendenti sia i tracciati ferroviari che le stazioni e le relative opere d'arte e pertinenze, sulle quali, su proposta delle regioni di appartenenza, viene applicata una gestione del traffico di tipo turistico (art. 2, comma 1). La legge individuava contestualmente una prima lista di 18 ferrovie turistiche, ritenute di particolare pregio (art. 2, comma 2). L'elenco è periodicamente aggiornato con decreto del Ministero delle infrastrutture e dei trasporti, di concerto con il Ministero dell'economia e delle finanze e il Ministero della cultura, tenendo anche conto delle segnalazioni in Conferenza Stato-regioni.
Secondo l'articolo 1, la legge 128/2017 ha come finalità: "la salvaguardia e la valorizzazione delle tratte ferroviarie di particolare pregio culturale, paesaggistico e turistico, che comprendono i tracciati ferroviari, le stazioni e le relative opere d'arte e pertinenze, e dei mezzi rotabili storici e turistici abilitati a percorrerle, nonché la disciplina dell'utilizzo dei ferrocicli". Quest'ultimo punto è di particolare interesse per lo sviluppo del velorail, un validissimo strumento per salvaguardare una ferrovia abbandonata. Già sviluppato in Francia, anche in Italia ci sono ferrovie dismesse utilizzate per il velorail, come in Sardegna, Puglia, Toscana, Calabria e in via di definizione in Lombardia. 

Nel luglio 2023 il Gruppo FS ha istituito una nuova società, la “FS Treni Turistici Italiani”, con la missione "di proporre un’offerta di servizi ferroviari espressamente pensati e calibrati per un turismo di qualità, sostenibile e attento a riscoprire le ricchezze del territorio italiano. Un turismo che possa vivere il viaggio in treno come un momento integrante della vacanza, elemento di qualità dell’esperienza turistica complessiva". Saranno 3 gli ambiti di servizio proposti: Lusso, che vedrà dal 2024 la circolazione dell'Orient Express - La dolce vita, oppure il mitico Venice Simplon Orient Express di Belmond, già operante su itinerari europei; Espresso e treni storici, con i treni Espressi degli anni Ottanta e Novanta che saranno riqualificati e ammodernati nelle officine ferroviarie di Rimini, mentre i treni storici si realizzeranno viaggi che prevedono tappe con visite guidate e degustazioni. Infine gli Omnibus-Regionali, anche questi con viaggi che prevedono soste turistico esperienziali, che attraverseranno luoghi ricchi di storia, con borghi e aree di interesse paesaggistico e naturalistico, enogastronomico e agroalimentare. 
Elenco
Segue l'elenco delle 27 linee riconosciute come ferrovie turistiche dalla legislazione italiana.
19 linee sono di proprietà RFI (17 a scartamento ordinario e 2 a scartamento ridotto) e 6 sono di proprietà regionale (a scartamento ridotto 4 della Sardegna e 1 della Calabria, a scartamento ordinario 1 della Lombardia).
a) ai sensi dell'art. 2 comma 2 legge 128/2017:
1. tratta Sulmona-Castel di Sangro della ferrovia Sulmona-Isernia[4]
2. Cosenza-San Giovanni in Fiore[5]
3. Avellino-Rocchetta Sant'Antonio[4]
4. Sacile-Gemona[4]
5. Palazzolo-Paratico[4]
6. tratta Castel di Sangro-Carpinone della ferrovia Sulmona-Isernia[4][6]
7. Ceva-Ormea[4]
8. Mandas-Arbatax[7]
9. Isili-Sorgono[7]
10. Sassari-Palau[7]
11. Macomer-Bosa[7]
12. Alcantara-Randazzo[4]
13. tratta Castelvetrano-Porto Palo della ferrovia Castelvetrano-Porto Empedocle[8]
14. tratta Agrigento Bassa-Porto Empedocle della ferrovia Castelvetrano-Porto Empedocle[8]
15. Noto-Pachino[4]
16. Asciano-Monte Antico[4]
17. Civitavecchia-Orte[4]
18. Fano-Urbino[4]

b) ai sensi del DM 30 marzo 2022:
1. Asti-Chivasso[4]
2. Castagnole-Asti-Mortara[4]
3. tratta Alba-Nizza Monferrato della ferrovia Alessandria-Cavallermaggiore[4]
4. Novara-Varallo[4]
5. tratta Fabriano-Pergola della ferrovia Urbino-Fabriano[4]
6. Sicignano-Lagonegro[4]
7. Rocchetta Sant'Antonio-Gioia del Colle[4]
8. Cuneo-Mondovì[4]
9. tratta Malnate Olona-Confine svizzero della ferrovia di Valmorea.[10]

### Serbia
La ferrovia turistica Šarganska osmica si trova in Serbia ed ha una diramazione in Bosnia ed Erzegovina.

### Stati Uniti d'America
Negli Stati Uniti d'America molte delle ferrovie turistiche operano sui binari delle tranvie interurbane che collegavano i centri rurali con le città. Il materiale rotabile è costituito, oltre che dalla dotazione originale, anche da rotabili preservati di altre ferrovie o appositamente costruiti per il servizio turistico, come la locomotiva a vapore con rodiggio 2-8-2 (Mikado) fabbricata da China Railways JS e in servizio sulla Boone and Scenic Valley Railroad, nell'Iowa.

### Regno Unito e Irlanda
Un esempio di ferrovia turistica è la Ffestiniog Railway. In Irlanda funzionano brevi tracciati su linee dismesse, come ad esempio la ferrovia Tralee-Dingle e la ferrovia Listowel-Ballybunion, quest'ultima avente la caratteristica di essere una ferrovia Lartigue.

### Francia
La Francia possiede più di 100 linee turistiche con circa 1200 km di ferrovie con 3 milioni di viaggiatori.